# Priscilla Ernst
 (septembre 2018).
Pour les articles homonymes, voir Ernst.
Priscilla Ernst, née le 7 septembre 1971 à La Haye, est une patineuse de vitesse sur piste courte néerlandaise.

## Biographie
Elle participe aux Jeux olympiques de 1988, 1992 et 1994.

## Palmarès
- 1989 :  Championnats du monde, relais 3 000 m
- 1990 :  Championnats du monde, relais 3 000 m